# Up Against the Legends
Up Against the Legends är The Legends debutalbum, utgivet 2003.

## Låtlista
1. "Call It Ours" - 2:29
2. "There and Back Again" - 3:13
3. "Your Song" - 2:32
4. "Right On" - 2:11
5. "Nothing to Be Done" - 2:24
6. "Everything You Say" - 2:08
7. "Trouble Loves Me" - 2:15
8. "When the Day Is Done" - 2:30
9. "Breaking Time, Breaking Lines" - 2:58
10. "Make It All Right" - 2:31
11. "The Kids Just Wanna Have Fun" - 2:27
12. "No Way Out" - 2:22

## Mottagande
Skivan fick ett gott mottagande när den kom och snittar på 4,1 på Kritiker.se. Allmusic.com gav skivan 4,5 av 5 möjliga poäng.